# Major League Cricket
Major League Cricket (MLC; Grandes Ligas de Críquet) es una próxima liga de críquet profesional Twenty20 en los Estados Unidos. Operado por American Cricket Enterprises (ACE) y sancionado por USA Cricket, planea comenzar a jugar en el verano de 2023 y durará tres semanas, con seis equipos en las principales ciudades de EE. UU. bajo un modelo de entidad única. En 2021, la liga de desarrollo de MLC, Minor League Cricket (MiLC), completó su temporada inaugural, que fue disputada por 27 equipos basados en franquicias.

## Historia
Ha habido varios intentos de celebrar una liga de críquet Twenty20 (T20) en los Estados Unidos, como la Pro Cricket de corta duración (que jugó una sola temporada en 2004), y la American Premier League, una liga propuesta en asociación entre la Asociación de Cricket de los Estados Unidos de América (USACA) y el Cricket de Nueva Zelanda, siguiendo el modelo de las competiciones nacionales T20.
En enero de 2019, USA Cricket fue aprobado como la nueva junta directiva del cricket en EE. UU., reemplazando a la USACA, que había sido expulsada del Consejo Internacional de Críquet en septiembre de 2017 debido a problemas de gobernanza.
El nuevo organismo estableció el objetivo de que el cricket alcance una popularidad más amplia y generalizada en el país, donde generalmente se lo ha considerado un deporte internacional de nicho.
En noviembre de 2018, USA Cricket anunció que estaba buscando socios para establecer una liga nacional T20 en el país para 2021, con el objetivo de "involucrar a los fanáticos existentes y hacer crecer nuevos", y estimular el "desarrollo sostenible de la infraestructura de cricket en los Estados Unidos". . En mayo de 2019, USA Cricket aceptó una oferta de American Cricket Enterprises (ACE) por una inversión de mil millones de dólares, cubriendo la liga y otras inversiones que benefician a los equipos nacionales de EE. UU. Sus socios incluyen a Satyan Gajwani y Vineet Jain de The Times Group, y los fundadores de Willow TV, Sameer Mehta y Vijay Srinivasan.
En una reunión general anual el 21 de febrero de 2020, se afirmó que USA Cricket planeaba lanzar Grandes Ligas de Críquet en 2021 y una liga de desarrollo de 22 equipos conocida como Ligas Menores de Críquet (MiLC) ese verano como preludio. Minor League Cricket se anunció oficialmente la semana siguiente, con planes para albergar una temporada de nueve semanas y 170 juegos a partir del 4 de julio . Sin embargo, se pospuso para 2021 debido a la pandemia de COVID-19 en los Estados Unidos .
En octubre de 2020, USA Cricket reafirmó sus planes de lanzar Grandes Ligas de Críquet en 2022 como parte de su "plan fundamental" para 2020-23. El 1 de diciembre de 2020, se anunció que Kolkata Knight Riders de IPL (copropiedad del actor de Bollywood Shah Rukh Khan ) invertiría en ACE. En mayo de 2021, el lanzamiento de Grandes Ligas de Críquet se retrasó hasta 2023 debido a COVID-19 y para brindar tiempo adicional para desarrollar instalaciones.
En febrero de 2021, MLC anunció planes para una versión juvenil de Pequeñas y Grandes Ligas de Críquet, como parte de un camino para brindar a los jóvenes jugadores de críquet la oportunidad de jugar para equipos nacionales oficiales y la selección nacional . En junio de 2022, MLC anunció la temporada inaugural del Torneo Juvenil de Cricket de la Liga Menor (abreviado como MiLC Juvenil), con UST elegido como patrocinador principal del torneo. Se anunció que la temporada inaugural de MiLC Youth se disputará entre 11 equipos en el Prairie View Cricket Complex en Houston a partir del 25 de julio de 2022. La final de la temporada inaugural tuvo lugar el 29 de julio entre los Dallas Mustangs y los New Jersey Stallions, en la que los Stallions vencieron a los Mustangs por 2 terrenos.
En mayo de 2022, Grandes Ligas de Críquet anunció que había adquirido fondos por $ 120 millones como parte de sus rondas de recaudación de fondos de la Serie A y A1. Los inversores que se comprometieron con MLC incluyeron a personas como el CEO de Microsoft, Satya Nadella, Ross Perot Jr., Anand Rajaraman, Shantanu Narayen y más. MLC planea usar estos fondos principalmente para construir estadios e instalaciones de primera clase con la esperanza de acelerar el desarrollo del cricket en los Estados Unidos .

## Equipos
Se espera que MLC comience con seis equipos; la liga utilizará una estructura de entidad única bajo la cual todos los equipos son propiedad de ACE, con inversores-operadores (que han invertido en la empresa) asignados a cada equipo. Espera expandirse a ocho equipos en el futuro, similar a otras ligas T20 en todo el mundo.
El CEO de USA Cricket, Iain Higgins, identificó a Atlanta, Chicago, Los Ángeles, Nueva Jersey, Nueva York y San Francisco como los mercados donde el deporte era más popular. El 18 de noviembre de 2020, se anunció que ACE alquilaría el Estadio AirHogs en Grand Prairie, Texas, sede del antiguo equipo de béisbol independiente Texas AirHogs, y lo convertiría en una instalación específica de críquet que albergará un equipo con sede en Dallas en las Grandes Ligas.
En marzo de 2022, ACE discutió los planes para invertir $ 110 millones en ocho sedes de la liga recién construidas o renovadas y la posible organización de partidos durante la Copa Mundial T20 masculina de la ICC de 2024 (que Estados Unidos es coanfitrión con las Indias Occidentales), incluyendo el antes mencionado AirHogs Stadium, Church Street Park en Morrisville, Moosa Stadium en Pearland, Prairie View Cricket Complex en Prairie View y nuevos sitios en el condado de Orange, el recinto ferial del condado de Santa Clara y el parque Marymoor en Redmond . Los lugares renovados tienen un presupuesto de aproximadamente $3 millones cada uno, mientras que los tres nuevos lugares de la costa oeste tienen un presupuesto de $30 millones cada uno; ACE declaró que los lugares de la costa oeste se completarían para 2024 y tendrán una capacidad proyectada de 10,000 a 20,000.
En julio de 2022, se anunció que MLC planea lanzar su temporada inaugural en seis mercados de los Estados Unidos, incluidos Dallas, Washington D. C., Los Ángeles, Nueva York, San Francisco y Seattle .
A fines de septiembre de 2022, se anunció que el draft de jugadores para la temporada inaugural de la liga se llevaría a cabo en febrero de 2023.

## Minor League Cricket
Minor League Cricket (Ligas Menores de Críquet) es una liga de desarrollo para las Grandes ligas, que completó su temporada inaugural en 2021 (retrasada desde 2020 debido a COVID-19). Consta de 27 equipos basados en franquicias en cuatro divisiones regionales. A diferencia de Grandes Ligas, ligas menores utiliza franquicias de propiedad privada.